# 哈德利 (內華達州)
哈德利（英語：Hadley）是位於美國內華達州奈縣的非建制地區。

## 地理
哈德利所處的海拔為高於海平面1756米（即5761英呎），而該地所採用的時區為UTC-8，即太平洋时区（PST）。同時該地設有夏令時間，為UTC-8調快一小時，即UTC-7（PDT）。